# Monastyr Cernica
Monastyr Cernica (rum: Mănăstirea Cernica) – klasztor prawosławny w Rumunii położony w miejscowości Pantelimon, w okręgu Ilfov, w pobliżu granicy z Cernicą. Klasztor Cernica jako całość znajduje się na liście zabytków w Rumunii, posiadającej kod klasyfikacji LMI IF-II-a-B-15300. 
Został zbudowany w 1608 roku za panowania Radu Șerbana i został ufundowany przez Michała Walecznego. W kompleksie zabudowań monasteru znajdują się trzy cerkwie oraz trzy kaplice.